# カブトエビ
カブトエビ（兜蝦、兜海老、英語: tadpole shrimp）は、鰓脚綱の背甲目（Notostraca）・カブトエビ科（Triopsidae）に属する甲殻類の総称。淡水性で発達した背甲をもつ甲殻類。名前に反してエビではない。

## 特徴

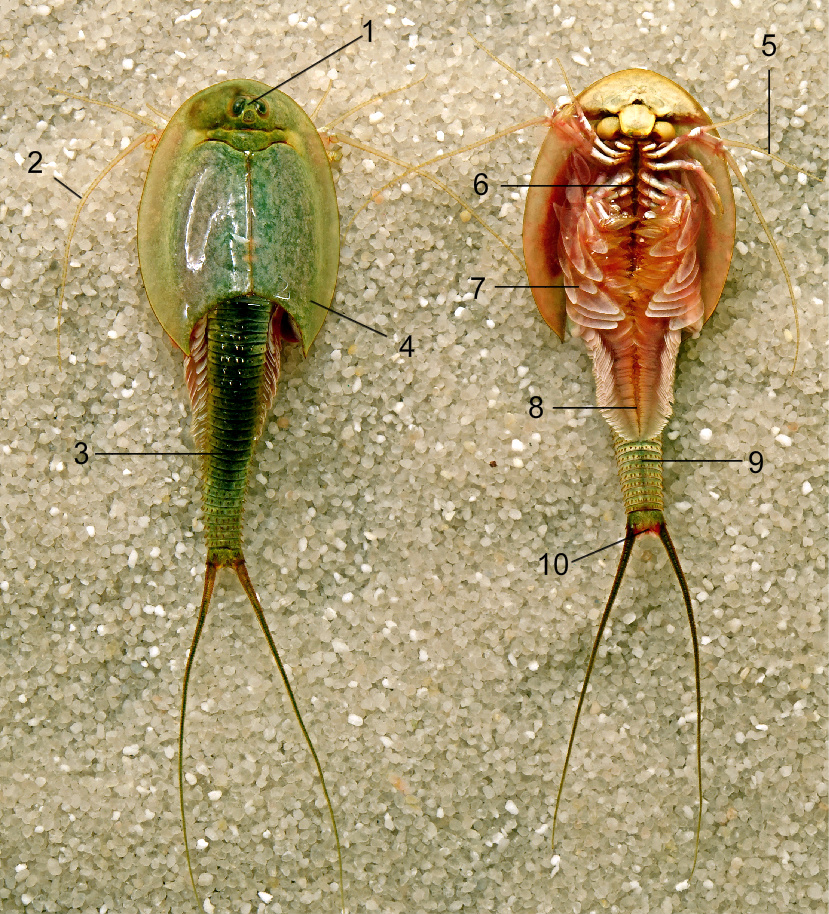
カブトエビの背面と腹面。1: 眼、2と5: 第一胸肢、3と9: 腹部、4: 背甲、6と7: 胸肢、8: 腹肢、10: 尾節と尾肢

大きさは2-10cm、鰓脚類にしてはかなりの大型である。
ミジンコ類やカイエビ類と共に鰓脚類に含まれる。しかし、体の左右に包まる背甲と発達した第二触角をもつミジンコ類とカイエビ類に対してカブトエビの背甲は平らに開き、第二触角は著しく退化し完全に欠如した場合もある。短い第一触角は背甲前方の腹側にあり、大顎は発達する。背甲の前方には2つの大きな複眼・1つの目立たないノープリウス眼・および1つの丸い背器官（dorsal organ）が集約する。胸部と腹部は多数の節に分かれ、腹側にある11対の胸肢と数十対の腹肢は鰭状で、呼吸と遊泳に使われる。第1対の胸肢からそれぞれ3本の糸状部が伸ばし、感覚器官として役を果たす。本当の触角は不明瞭であるため、この触角のような第1胸肢はしばしば触角と誤解される場合もある。腹部後端には1対の尾肢が備える。
日本では6-7月、水田などに大量発生する。水田への注水後10時間程度で孵化が始まり、6日程度継続して孵化する、孵化から10日程度で産卵し、1 - 2か月の短い一生を終えるが、成長速度と生存期間は水温で大きく変化する。水温が21 °Cの場合、アジアカブトエビは8日目、アメリカカブトエビは10日目、ヨーロッパカブトエビは16日目から産卵する。水田の水抜きで水が枯れる頃には、泥内に卵が残っている。他の地域では頻繁に干上がるような浅い水たまりや池に生息することが多く、乾燥に強い耐久卵を持ち、水田のような環境に適応したものと考えられる。雑食性で、泥中の動植物の死骸の破片や小型藻類、プランクトンを泥と共に捕食する。

## 分布
日本国内では以下の4種が生息する。
- アメリカカブトエビ（Triops longicaudatus）：関東以西
- ヨーロッパカブトエビ（Triops cancriformis）：山形県、長野県、栃木県、宮城県、長野県[7][8]
- タイリクカブトエビ（Triops sinensis）：鳥取、近畿地方（※従来アジアカブトエビ（T. granarius）とされていたもの）
- シラハマオーストラリアカブトエビ（Triops strennus）:和歌山県

タイリクカブトエビは在来種と考えられるが、残りの2種はいずれも移入種で、1916年、香川県でアメリカカブトエビが発見された後、各地で発見されている。関東・中部地方以西に広く分布している。なお、タイリクカブトエビも中国からの帰化動物という研究もある。
また、日本周辺ではヘラオカブトエビ Lepidurus arcticus が千島列島から記録されている。

## 分類
鰓脚類の中でカブトエビはカイエビやミジンコ類と単系統群をなしている。これらは葉脚亜綱 Phyllopoda としてまとめられ、もしくはカブトエビが自らカブトエビ亜綱 Calmanostraca を構成し、他の鰓脚類から区別される。カブトエビ（背甲目 Notostraca）はカブトエビ科 Triopsidae のみからなり、この科はカブトエビ属 Triops と Lepidurus 属が含める。両属の見分け方として、カブトエビ属の第一胸肢の糸状部は長く、Lepidurus 属の尾節にはヘラ状の突起がある。
- Triops カブトエビ属タイリクカブトエビ

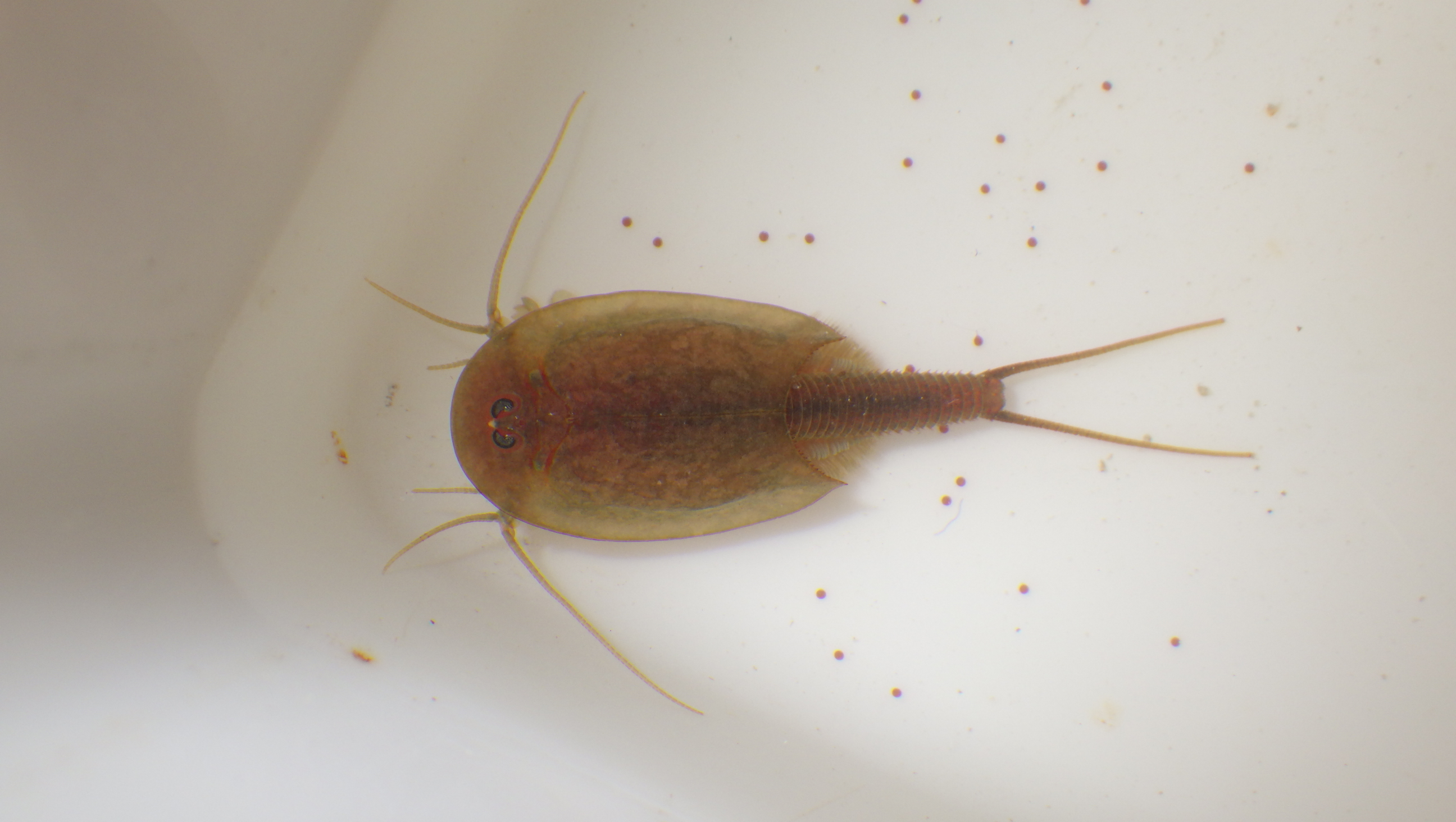
タイリクカブトエビ

  - T. australiensis オーストラリアカブトエビ
  - T. baeticus
  - T. cancriformis ヨーロッパカブトエビ （雌雄同体）
  - T. emeritensis
  - T. gadensisヨーロッパカブトエビ

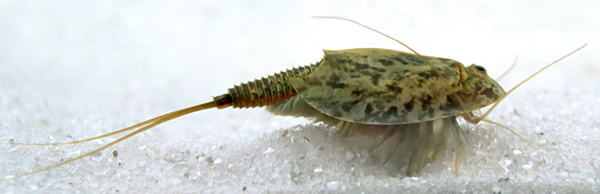
ヨーロッパカブトエビ

  - T. longicaudatus アメリカカブトエビ （雌雄同体）
  - T. mauritanicus
  - T. newberryi
  - T. sinensis タイリクカブトエビ （雌雄異体）
  - T. vicentinus

- Lepidurus属
  - L. apus

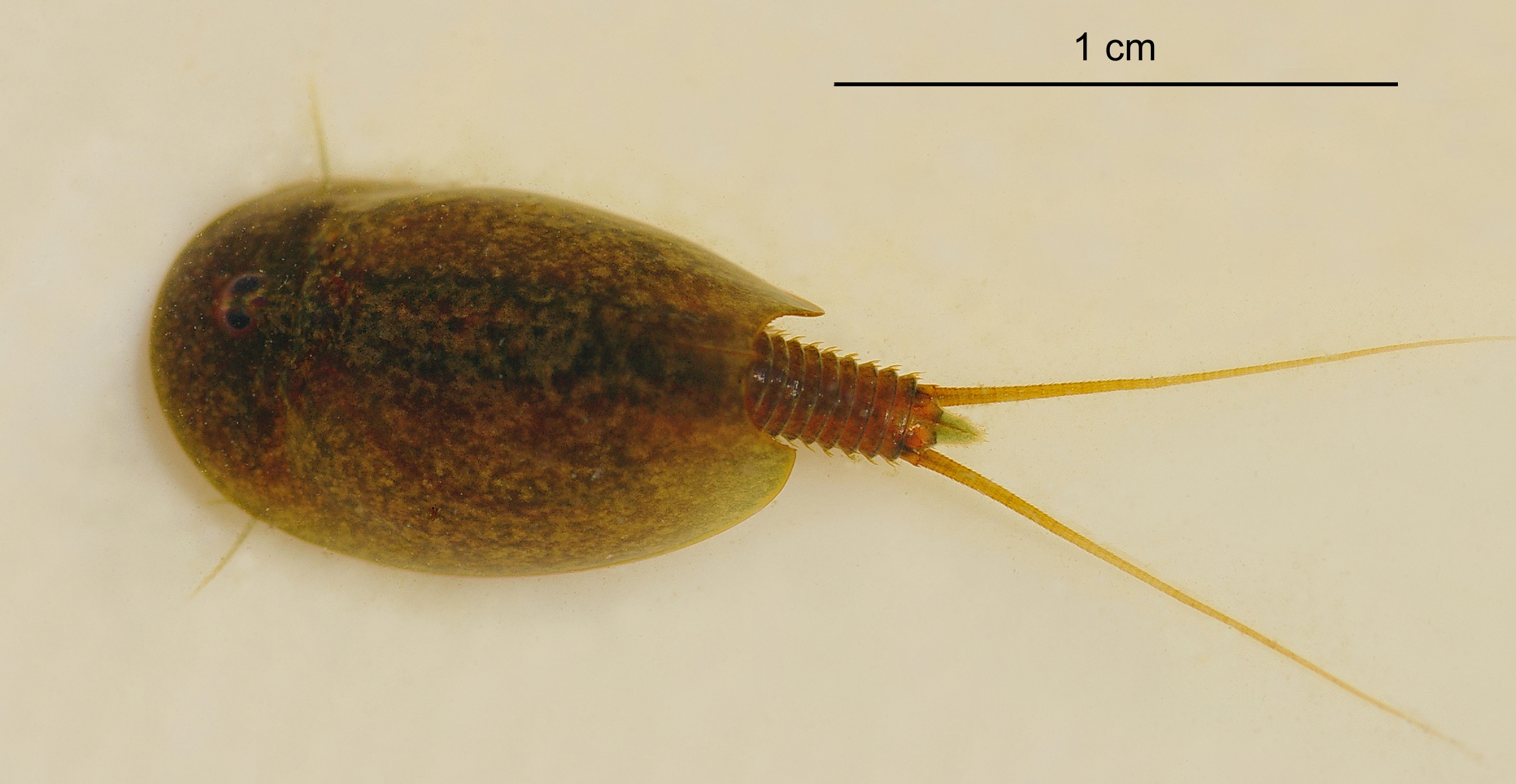
Lepidurus apus

  - L. arcticus ヘラオカブトエビ
  - L. batesoni
  - L. bilobatus
  - L. couesii
  - L. cryptus
  - L. lemmoni
  - L. lynchi
  - L. mongolicus
  - L. packardi（絶滅危惧種）

## 生きている化石

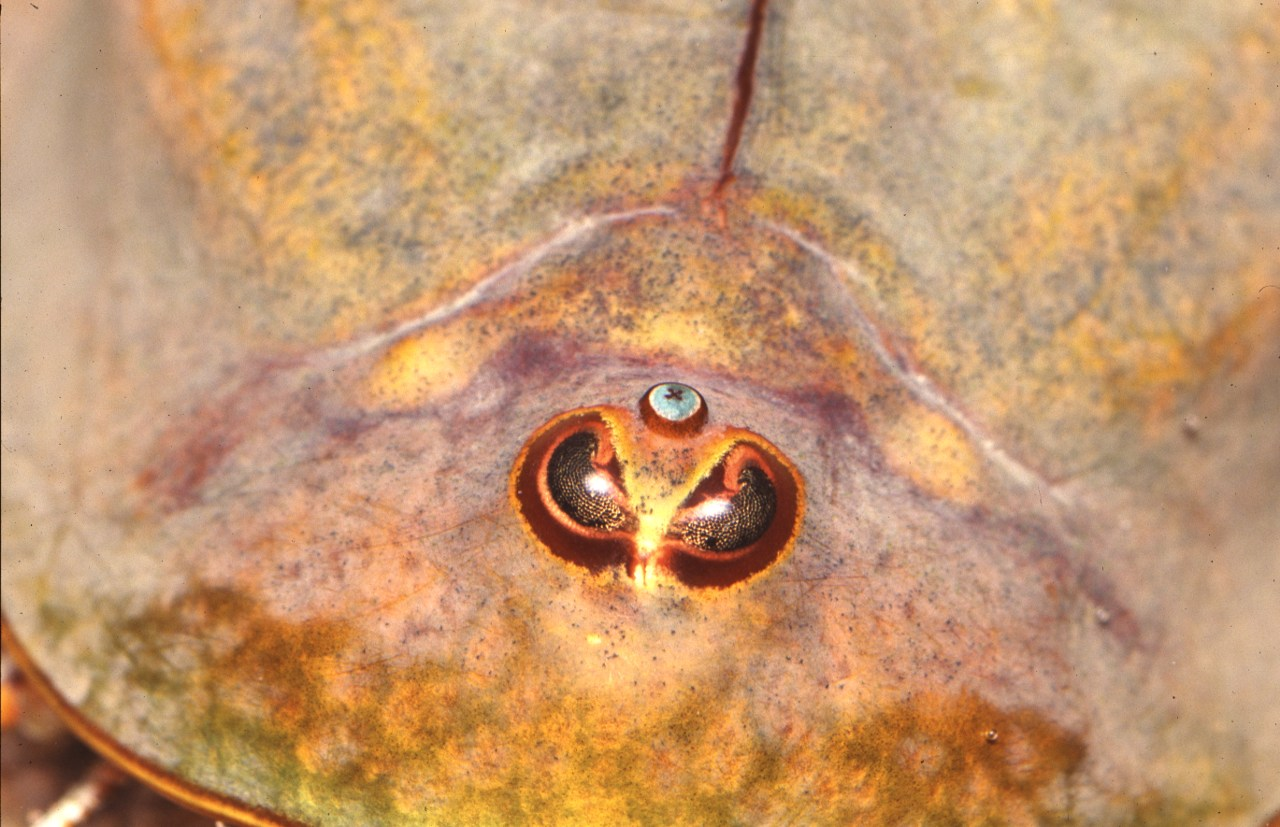
頭部の拡大写真、複眼と背器官が写る。

この類は石炭紀から出現し、中でもカブトエビ属はジュラ紀からの化石も存在し、甲殻類の中でも古い形質を残したものと考えられている。分化した当時から現在までほぼ同じ姿を保ち続けた生きている化石である。その原始的な特徴として、ノープリウス眼がある。大きな目が2つついているように思われるが、中心についている小さな目と合わせ、全部で3つ目である。通常、甲殻類のノープリウス眼は幼生のみに存在するため、このノープリウス眼が成体にも残っていることから原始的特徴と見なされている。

## 水田の除草
水田では雑草を食べるほか、餌の捕食あるいは産卵のために水底の泥をかき混ぜることにより、水が濁って光が遮られ、雑草の発芽と成長が抑制される。そのため、「田の草取り虫」とも言われている。水田雑草の除草を目的とした場合、生存期間が最長のアジアカブトエビが最適とする研究がある。また、有機農法を行っている水田では水の pH が低いため、孵化しても死滅するとする研究もある。

## 飼育・観察

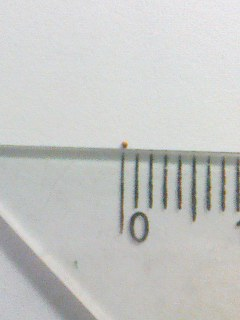
アメリカカブトエビの卵

- 「トリオップス」 (Triops) などの名称で飼育セットが販売されていることもあり、そのほとんどがアメリカカブトエビであるが、別種のカブトエビやホウネンエビ、ミジンコなどが混入していることもある。飼育法は至って簡単で、乾燥した卵を水中に入れるだけで1日から数日のうちに孵化するうえ、熱帯魚用の餌などを流用して飼育できる。既述のように寿命が短く数か月で死んでしまうが、卵を残していることが多いため、すべて死んでしまった水槽の砂を乾燥させ、再び水中に入れると次世代の個体が生まれることも多い。その手軽さから、中学生が自由研究の課題にすることも多い。
- 学研の「科学と学習」の「2年の科学」の教材付録には、毎年夏にカブトエビ飼育セットが付録となっていた。